# Cristina López Valverde
Cristina del Carmen López Valverde (San Juan, 15 de febrero de 1959) es una política argentina del Partido Justicialista, que se desempeña como senadora nacional por la provincia de San Juan desde 2017.

## Biografía
Nacida en la ciudad de San Juan en 1959, se recibió de licenciada en ciencias de la comunicación en la Universidad Nacional de San Juan (UNSJ) en 1985. En 2003 se diplomó en ciencias sociales en la Facultad Latinoamericana de Ciencias Sociales (FLACSO).
Fue profesora titular y adjunta, y vicedirectora del Departamento de Ciencias de la Comunicación en la UNSJ entre 2001 y 2004.
Entre 2007 y 2011 fue intendenta del Departamento Albardón, y de 2011 a 2017 fue miembro de la Cámara de Diputados de la Provincia de San Juan por dos periodos (2011-2015 y 2015-2019, renunciando en 2017), representando al departamento Albardón. Allí presidió la comisión de Educación, Ciencia y Técnica, y la Comisión Especial «Ley de Educación de la Provincia».
En las elecciones legislativas de 2017, fue elegida senadora nacional por la provincia de San Juan, al ubicarse en el segundo lugar de la lista del Frente Todos. Desde 2019 integra el bloque del Frente de Todos.
Es vocal en las comisiones de Ambiente y Desarrollo Sustentable; de Banca de la Mujer; de Economías Regionales, Economía Social, Micro, Pequeña y Mediana Empresa; de Relaciones Exteriores y Culto; y de Turismo. Desde 2020 también preside la comisión de Educación y Cultura.
En 2018 votó en contra del proyecto de Ley de Interrupción Voluntaria del Embarazo. En el Senado presentó un proyecto que declara imprescriptibles los resarcimientos por delitos de lesa humanidad, que consiguió media sanción en la cámara alta.